# 斯韋薩
51°56′53″N 33°55′59″E / 51.94806°N 33.93306°E

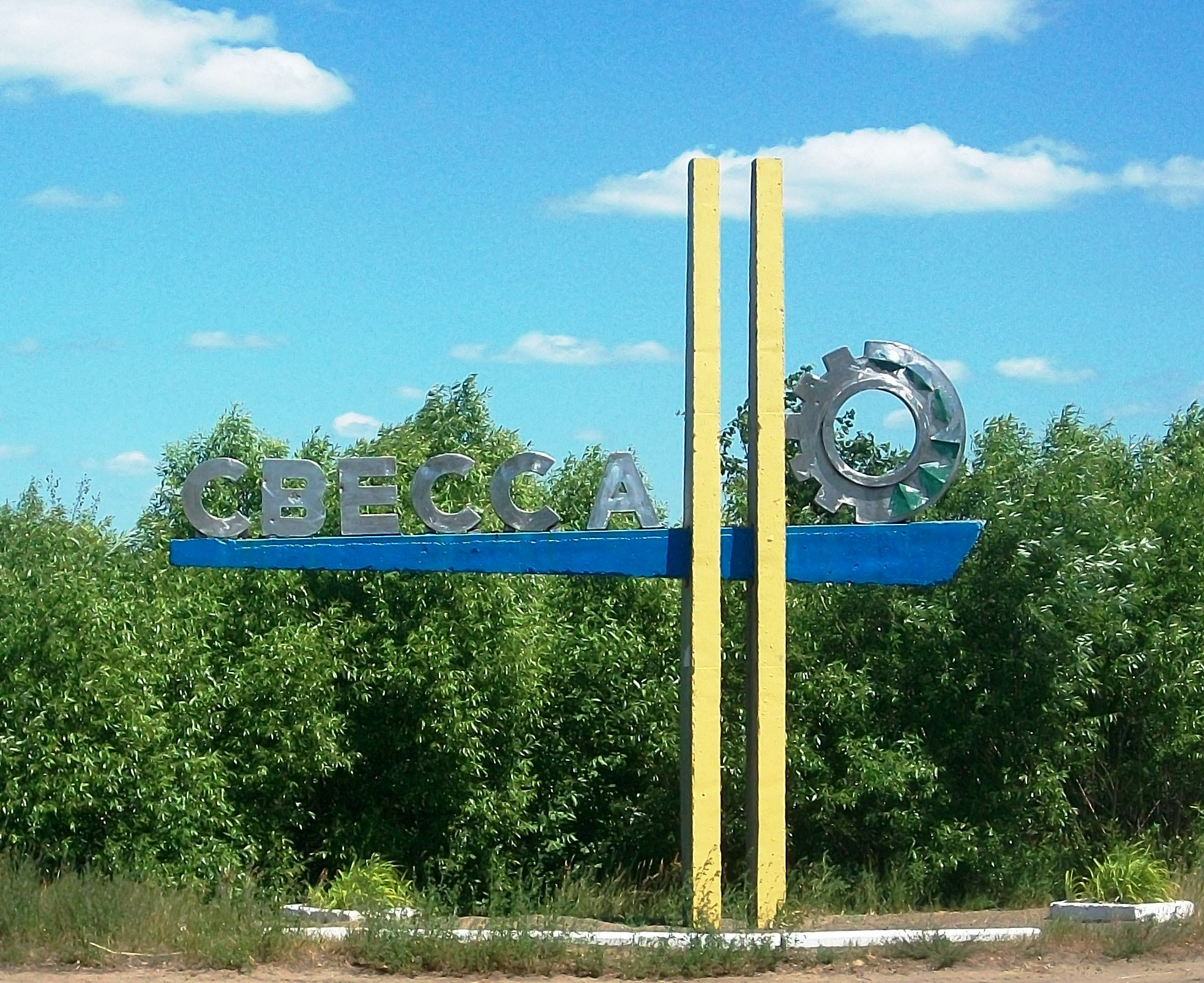
入口处的标识

斯韋薩（烏克蘭語：Свеса）是位於烏克蘭東北部的市級鎮，由蘇梅州紹斯特卡區的斯韋薩市鎮負責管轄，並為該市鎮的行政中心。該鎮始建於1670年，面積6.7平方公里，海拔高度159米，2011年人口7,069，人口密度每平方公里1,055.1人。